# Micro-région de Pilisvörösvár
La micro-région de Pilisvörösvár (en hongrois : pilisvörösvári kistérség) est une micro-région statistique hongroise rassemblant plusieurs localités autour de Pilisvörösvár.